# Witold Wnuk (impresario)
Witold Wnuk (ur. 27 września 1957 w Krakowie) – polski impresario muzyczny i wiolonczelista.

## Życiorys
Absolwent Państwowego Liceum Muzycznego w Krakowie w klasie Krzysztofa Okonia oraz Akademii Muzycznej w Krakowie w klasie wiolonczeli prof. Witolda Hermana (1982).
W latach 70. i 80. współpracował jako wiolonczelista, pianista i perkusista m.in. z Starym Teatrem, Ewą Demarczyk, Januszem Muniakiem.
Był wykładowcą wiolonczeli w The Higher Institute of Musical Arts w Kuwejcie w latach 1989–1995. Współtwórca (razem z Cezarym Owerkowiczem) i dyrektor regularnego sezonu muzyki klasycznej w Kuwejcie – Kuwait Chamber Philharmonia w latach 1992–2017. Współtworzył (razem z Cezarym Owerkowiczem) lokalne Chopinowskie Konkursy Fortepianowe w Kuwejcie i Zatoce Perskiej w latach 1996–2010. Dyrektor Gulf Jazz Festival organizowanego co roku w Kuwejcie i okazjonalnie w Bahrainie, Katarze, Dubaju od 1997 roku.
W latach 1992–2013 sprowadził na koncerty w krajach Zatoki Perskiej wiele wybitnych międzynarodowych i polskich artystów muzyki klasycznej i jazzowej, jak m.in.: Art Farmer, Ivo Pogorelić, Alphonse Mouzon, Krzysztof Penderecki, Konstanty A. Kulka,  Janusz Olejniczak, Krzysztof Jabłoński, Waldemar Malicki, Wadim Brodski, Tamara Granat, Orkiestra NOSPR, Sinfonietta Cracovia, Opera Krakowska, Adam Makowicz, Michał Urbaniak, Urszula Dudziak, Tomasz Stańko, Ewa Bem, Zbigniew Namysłowski, Jarek Śmietana, Tomasz Szukalski, Janusz Muniak.
Twórca największego pod względem liczby koncertów (ok. 100) i wykonawców (ok. 300) polskiego festiwalu jazzowego – Summer Jazz Festival Kraków organizowanego rokrocznie od 1996 roku (do 2017 pod nazwą Letni Festiwal Jazzowy w Piwnicy pod Baranami), na którym na jego zaproszenie wystąpiły światowe gwiazdy jak: Herbie Hancock, Chick Corea, Pat Metheny, Bobby McFerrin, Al Jarreau, Branford Marsalis, Pharoah Sanders, Nigel Kennedy, John Scofield, Joe Lovano, Randy Brecker, Charles Lloyd, Maria Schneider, Marcus Miller, Jan Garbarek, Al Di Meola. Podczas festiwalu wręczana jest nagroda Jazzowego Baranka (od 2001).
Prezes Fundacji My Polish Heart założonej wspólnie z pianistą Vladislavem Sendeckim – przyznającej nagrody i stypendia, promującej zdolnych młodych muzyków jazzowych.
Twórca i dyrektor Międzynarodowego Jazzowego Konkursu Gitarowego im. Jarka Śmietany w Krakowie organizowanego od 2015 co dwa lata. W jury byli m.in.: John Abercrombie, Mike Stern, Ed Cherry, Marek Napiórkowski, Karol Ferfecki, Peter Bernstein, Wolfgang Muthspiel.
Dyrektor Cracovia Music Agency – firmy organizującej w Polsce i na świecie festiwale oraz koncerty muzyki klasycznej, jazzowej i rozrywkowej, gdzie jego najbliższym współpracownikiem jest Antoni Dębski.
Witold Wnuk jest autorem książki „Jazz w Piwnicy pod Baranami – 25 lat Summer Jazz Festival Kraków”  wydanej w roku 2020 przez Polskie Wydawnictwo Muzyczne (PWM). W styczniu 2022 roku Witold Wnuk otworzył w Krakowie wraz z żoną Janiną nowy klub muzyczny Globus Music Club w którym w weekendy odbywają się koncerty muzyki jazzowej, R&B i poetyckiej. Wystąpili dotychczas m.in. Adam Makowicz, Stanisław Sojka, Karen Edwards, Józef Skrzek, Andrzej Sikorowski i Skaldowie.   
Witold Wnuk jest odznaczony medalami Ministerstwa Kultury i Dziedzictwa Narodowego: „Zasłużony dla Kultury Polskiej” (1999), brązowym „Gloria Artis” (2011). W roku 2000 został laureatem „Srebrnej Gwiazdy Helikonu” – nagrody krakowskiego środowiska jazzowego, a w 2015 został odznaczony Piwnicznym Orderem Złotego Runa – odznaczeniem kabaretu Piwnica pod Baranami.
Na co dzień wielbiciel golfa z sukcesami w Polsce i za granicą. Członek Krakowskiego Klubu Golfowego.
Macierzystym polem golfowym jest Krakow Valley Golf&Country Club.
Piastuje kilka funkcji społecznych, m.in. wiceprezesa Krakowskiego Oddziału Związku Podhalan (od 2018).
Witold Wnuk jest pra-prawnukiem brata Jana Krzeptowskiego Sabały, synem pisarza Włodzimierza Wnuka i pisarki Ireny Ostrowskiej-Wnukowej oraz bratem Joanny Wnuk-Nazarowej, Ministra Kultury RP w latach 1997–1999 i dyrektora NOSPR (2000–2018).
Od 1978 żonaty, ma dwie córki oraz trzy wnuczki.